# Бухочел (Бакау)
Бухочел (рум. Buhocel) насеље је у Румунији у округу Бакау у општини Бухочи. Oпштина се налази на надморској висини од 159 m.

## Становништво
Према подацима из 2002. године у насељу је живело 260 становника, од којих су сви румунске националности.